# 疙瘩双力士介
疙瘩双力士介（学名：Amphileberis gibbera）为粗面介科双力士介屬下的一个种。